# 離れ業
| ウィキペディアには「離れ業」という見出しの百科事典記事はありません（タイトルに「離れ業」を含むページの一覧/「離れ業」で始まるページの一覧）。 代わりにウィクショナリーのページ「はなれわざ」が役に立つかもしれません。 |